# Zehnkampf-Länderkampf der Männer 1964 Frankreich – BR Deutschland – Schweiz
| 8. Leichtathletik-Länderkampf mit bundesdeutscher Beteiligung 1964    | 8. Leichtathletik-Länderkampf mit bundesdeutscher Beteiligung 1964 |
| --------------------------------------------------------------------- | ------------------------------------------------------------------ |
|                                                                       |                                                                    |
| Zehnkampf-Vergleich der Männer: Frankreich – BR Deutschland – Schweiz |                                                                    |
| Austragungsort                                                        | Paris                                                              |
| Wettbewerbe                                                           | 1                                                                  |
| Datum                                                                 | 3./4. Oktober 1964                                                 |
| 1. FRA 2. FRG 2. SUI                                                  | 44 Punkte 39 Punkte 38 Punkte                                      |
| Chronik                                                               |                                                                    |
| ← FRG-SUI (M)                                                         | erster LK 1965:00 NLD-FRG-SUI Straßenlauf (M) →                    |

Den achten und letzten Vergleich des Länderkampfjahres 1964 bestritten die Zehnkämpfer gegen Frankreich und noch einmal die Schweiz. Die drei Nationen trafen sich am 3./4. Oktober in der französischen Hauptstadt Paris. Die Schweizer Leichtathleten waren nun schon vierten Mal Gegner einer bundesdeutschen Mannschaft in dieser Saison. Im Mai hatte es in St. Gallen einen Straßenlauf-Vergleich zwischen den beiden Ländern gegeben, an dem auch die Niederländer beteiligt waren. In Liestal waren die Bundesrepublik Deutschland und die Schweiz im Juni in einem Zehnkampf aufeinander getroffen. Zuletzt war im September in Ludwigshafen am Rhein ein Länderkampf mit den allgemeinen leichtathletischen Disziplinen zwischen den beiden Nationen ausgetragen worden.

## Wettbewerbe und Modus
Jede Nation stellte sechs Zehnkämpfer, von denen die fünf Besten gewertet wurden. Die Punkte wurden nach folgendem Schema verteilt: 1. Platz: 16 Punkte / 2. Pl.: 14 P / 3. Pl.: 13 P / 4. Pl.: 12 P / …

## Legende
Kurze Übersicht zur Bedeutung der Symbolik – so üblicherweise auch in sonstigen Veröffentlichungen verwendet:
| DNS | nicht am Start (did not start) |
| NMH | keine Höhe (No Mark)           |

## Ergebnis
Gut eineinhalb Wochen vor Beginn der Olympischen Spiele in Tokio waren vor allem im bundesdeutschen Team nicht die besten Athleten vertreten. Es gab mit Kurt Bendlin – zwei Jahre später Inhaber des Weltrekords – zwar einen bundesdeutschen Sieger in der Einzelwertung, doch den Vergleich entschied Frankreich in einem engen Dreikampf mit 44 Punkten für sich. Mit 39 Punkten belegte die Bundesrepublik Deutschland nur einen Punkt vor der den drittplatzierten Schweizern den zweiten Rang.

### Zehnkampf
| Platz | Name                 | Nation | Punkte | 100 m  | Weit- sprung | Kugel- stoßen | Hoch- sprung | 400 m  | 110 m Hürden | Diskus- wurf | Stabhoch- sprung | Speer- wurf | 1500 m     |
| ----- | -------------------- | ------ | ------ | ------ | ------------ | ------------- | ------------ | ------ | ------------ | ------------ | ---------------- | ----------- | ---------- |
| 01    | Kurt Bendlin         | FRG    | 7008   | 11,2 s | 6,97 m       | 11,99 m       | 1,76 m       | 50,2 s | 16,5 s       | 40,66 m      | 3,60 m           | 66,99 m     | 4:27,0 min |
| 02    | Michel Doisneau      | FRA    | 6352   | 11,4 s | 6,46 m       | 12,85 m       | 1,73 m       | 52,8 s | 16,0 s       | 46,12 m      | 3,70 m           | 55,76 m     | 4:53,0 min |
| 03    | Daniel Caimi         | FRA    | 6327   | 11,3 s | 6,53 m       | 11,35 m       | 1,91 m       | 51,8 s | 14,9 s       | 35,69 m      | 3,90 m           | 48,94 m     | 5:16,4 min |
| 04    | Guido Ciceri         | SUI    | 6216   | 11,5 s | 6,27 m       | 12,69 m       | 1,73 m       | 50,5 s | 15,7 s       | 36,11 m      | 3,80 m           | 52,30 m     | 4:45,7 min |
| 05    | Jean Pierre Duclos   | FRA    | 6215   | 11,6 s | 6,66 m       | 12,29 m       | 1,65 m       | 52,0 s | 15,8 s       | 37,67 m      | 3,80 m           | 55,86 m     | 4:38,8 min |
| 06    | Edgar Schurtenberger | SUI    | 6176   | 11,1 s | 6,31 m       | 11,67 m       | 1,65 m       | 49,2 s | 15,3 s       | 35,34 m      | 3,20 m           | 46,66 m     | 4:26,7 min |
| 07    | Erich Kriegisch      | FRG    | 6069   | 11,6 s | 6,12 m       | 12,15 m       | 1,85 m       | 51,9 s | 17,0 s       | 35,16 m      | 4,00 m           | 55,81 m     | 4:33,8 min |
| 08    | Jürgen Schäps        | FRG    | 6018   | 11,3 s | 6,63 m       | 13,31 m       | 1,73 m       | 52,3 s | 15,6 s       | 36,00 m      | 3,40 m           | 46,87 m     | 4:50,8 min |
| 09    | Hans-Rudolf Kolb     | SUI    | 6016   | 11,5 s | 6,37 m       | 10,53 m       | 1,65 m       | 51,0 s | 15,6 s       | 29,11 m      | 4,00 m           | 50,02 m     | 4:27,4 min |
| 10    | Wehrli               | SUI    | 6012   | 11,8 s | 6,35 m       | 11,87 m       | 1,79 m       | 51,5 s | 16,3 s       | 34,24 m      | 3,30 m           | 57,34 m     | 4:24,0 min |
| 11    | René-Jean Monneret   | FRA    | 5986   | 11,2 s | 6,61 m       | 11,88 m       | 1,85 m       | 52,0 s | 16,8 s       | 34,65 m      | 4,00 m           | 51,68 m     | 5:23,0 min |
| 12    | Dieter Höpcke        | FRG    | 5935   | 11,2 s | 6,02 m       | 13,46 m       | 1,60 m       | 50,5 s | 16,7 s       | 36,63 m      | 3,30 m           | 46,40 m     | 4:39,9 min |
| 13    | Roland Sedleger      | SUI    | 5760   | 11,6 s | 6,35 m       | 10,31 m       | 1,65 m       | 50,0 s | 16,4 s       | 34,48 m      | 3,70 m           | 47,24 m     | 4:43,1 min |
| 14    | Heinz Gabriel        | FRG    | 5741   | 11,1 s | 6,83 m       | 12,13 m       | 1,82 m       | 48,9 s | 15,3 s       | 41,96 m      | NMH              | 42,46 m     | DNS        |
| 15    | Jean Jacques Derbise | FRA    | 5648   | 11,1 s | 6,18 m       | 13,07 m       | 1,65 m       | 51,6 s | 16,9 s       | 39,36 m      | 3,40 m           | 51,60 m     | 5:17,4 min |
| 16    | Benz                 | SUI    | 5432   | 11,5 s | 6,36 m       | 10,97 m       | 1,65 m       | 50,5 s | 17,7 s       | 33,53 m      | 3,30 m           | 47,14 m     | 4:33,0 min |
| 17    | Daniel Viault        | FRA    | 5070   | 12,0 s | 6,40 m       | 11,51 m       | 1,65 m       | 54,2 s | 16,4 s       | 31,58 m      | 3,10 m           | 46,96 m     | 4:48,6 min |
| 18    | Manfred Bäcker       | FRG    | 3123   | 11,4 s | 6,27 m       | 11,50 m       | NMH          | DNS    | DNS          | 41,03 m      | DNS              | 52,72 m     | DNS        |